# Wniebowzięcie Najświętszej Marii Panny (obraz Petera Paula Rubensa)
Wniebowzięcie Najświętszej Marii Panny – obraz flamandzkiego malarza Petera Paula Rubensa ukończony w 1626 roku.
Został umieszczony jako nastawa ołtarzowa w Katedrze Najświętszej Marii Panny w Antwerpii, gdzie znajduje się do dziś.